# صناعة الفخار بالأحساء
صناعة الفخار تتركز في كثير من المناطق بدول الخليج بشكل عام، ولكنها تتركز في الأحساء بشكل خاص، فهي تعد من أهم الحرف اليدوية والشعبية بمنطقة الأحساء والتي اشتهرت بها الأحساء منذ آلاف السنين ولا زالت حتى يومنا الحاضر. وتلقي اهتمام كبير من قبل الهيئة العامة للسياحة والتراث الوطني وذلك من أجل الحفاظ علي هذه الحرفة من الإندثار.

## أهمية هذه الحرفة

### قديماً
كانت تلبي احتياج الناس مثل صنع أواني طهي الطعام وأدوات حفظ المياه كالمصاخن والحب والزير وغيره.

### حالياً
تلقى اقبلًا على شراءها حتى اليوم بالإضافة لكونها مصدر من  مصادر الجذب السياحي، فالكثير من سكان دول الخليج عند زيارتهم للمملكة السعودية يقومون بزيارة مصانع الفخار، وخاصة مصنع عائلة الغراش. وتنتج الآن منتجات فخارية كماليات أو هدايا تذكارية.

## بيت الدوغة
انفرد بخبرة هذه الحرفة بعض سكان قرية القارة بالأحساء وذلك لوجود جبل القارة الذي يعتبر مصدرا لخام الفخار.
بيت الدوغة هو منزل قديم شعبي تحول لموقع سياحي ويعتبر معلم سياحي لهذه الصناعة منذ 600 عام، يقع بجانب جبل القارة وله طابع معماري قديم يحكي من خلاله تاريخ حرفة الفخار حيث جمع المنزل بين النخل والجبل والماء. وهو يعد معملاً فيه تتم صناعة الأواني الفخارية يدوياً من الطين كما يتم فيه حرق الخزف.

### أسرة الغراش
- اشتهرت أسرة الغراش بهذه الحرفة التراثية  وتوارثتها ويقومون بممارسة هذه الحرفة يومياً داخل المصنع «الدوغة»[1]
- شارك علي الغراش في الكثير من المعارض العالمية في أمريكا وفرنسا وكندا.
- صاحب الدوغة الحالي علي بن حسين بن هيثم الغراش.[2]

## فنيات الحرفة

### الطين المستخدم
ويعتبر الطين المادة الأولية المستخدمة في هذه الصناعة والطين المستخدم في الأحساء يُأتي به من الجبل المجاور للمصنع وله ثلاثة أنواع الأحمر والأخضر والأصفر، وتخلط هذه الأنواع مع بعضها البعض وبنسب محددة لكي تتكون العجينة المطلوبة.

### طرق العمل بهذه العجينة الطينية
- الأولى في التشكيل وذلك عن طريق عمل نماذج مفردة كل قطعة تعمل باليد على حدة.
- الثانية في استعمال القوالب لكل آنية قالب تسكب فيه العجينة وترفع من القالب بعد حرقه بالنار وخروجه من الفرن.
- الثالثة في استخدام الدولاب «العجلة» وذلك بوضع الطين فوق دولاب يدور وتشكل الطينة أثناء الدوران من أعلى باليد ومن أسفل بالرجل إلى أن يتم تصميم الشكل المراد.[7]

### الأدوات المستخدمة
الدولاب والعود والمجراد والمغرف والمشط وغيرها.

### كيفية صناعة الفخار من جبل القارة
يكون بالإتيان بالطين من الجبل ثم يذوب في الماء ثم يعجن حتى يتماسك وبعدها يوضع على الأرض مع القليل من الرمل. وبعد أن يجف الطين يُضرب بالقدم أكثر من 45 ضربة حتي يتماسك ثم يتم أخذ القليل من الطين ويوضع في الآلة المخصصة لصنع الفخار والتي تعرف باسم (آلة الشرخ) ويثبت باليد والقدم اليمنى حتي يمكن التحكم لصنع الأشكال المطلوبة بعد ذلك تزخرف باستخدام المشط الخاص بها وقصها بالخيط وبعدها تعرض للشمس ثم توضع بالتنور لحرقها حتي يصبح لونها أحمر لكي تكون صالحة للاستخدام.